# Verzorgingsplaats De Veenen
Verzorgingsplaats De Veenen is een Nederlandse verzorgingsplaats, gelegen aan de A30 Barneveld - Ede tussen de afritten Lunteren en Ede-Noord.
Bij de verzorgingsplaats ligt een tankstation van TotalEnergies, tot begin 2019 was dit BP.
Aan de andere kant van de snelweg ligt verzorgingsplaats De Poel.
Richting Barneveld: De Poel
Richting Ede: De Veenen